# Caterina Vasa
|  | Per a altres significats, vegeu «Caterina Vasa (1539-1610)». |

Caterina Vasa - Katarina Vasa (suec) - (Nyköping, Suècia, 10 de novembre de 1584 - Västerås el 13 de desembre de 1638. Era una princesa sueca, filla del rei Carles IX de Suècia (1550-1611) i d'Anna Maria de Wittelsbach (1561-1589). Era germana del rei Gustau II Adolf i va ser mare de Carles X Gustau de Suècia.
Després de casar-se amb Joan Casimir de Zweibrücken-Kleeburg, es van traslladar a Alemanya a fer-se càrrec de les seves possessions, però pocs anys després, el 1622, tornaren a Suècia fugint de la devastació de la Guerra dels Trenta Anys, on reberen del seu pare la possessió del castell de Stegeborg.
Durant les campanyes militars del seu germà Gustau II Adolf en la Guerra dels Trenta Anys, Caterina es va fer càrrec de la seva neboda la princesa Cristina, sobretot quan la reina Maria Elionor va decidir el 1631 acompanyar el seu marit. Després de la mort de Gustau II Adolf el 1633 i de la depressió que va patir la reina vídua, el regent Axel Oxenstierna va decidir apartar Cristina de la seva mare i la princesa va ser confiada novament a Caterina, que es va traslladar a Estocolm. Això li va donar un paper important en la consolidació de la monarquia sueca, propiciant la fi de la dinastia Vasa per a introduir-hi la dinastia de Wittelsbach.

## Matrimoni i fills
El 21 de juny de 1615 es va casar a Estocolm amb Joan Casimir de Zweibrücken-Kleeburg (1589-1652), fill del comte palatí Joan I de Wittelsbach (1550-1604) i de Magdalena de Clèveris (1553-1633). El matrimoni va tenir nou fills: 
- Cristina Magdalena (1616-1662), casada amb Frederic VI de Baden-Durlach (1617-1677).
- Carles Frederic (1618-1619).
- Elisabet Amàlia (1619-1628).
- Carles X Gustau de Suècia (1622-1660), casat amb Hedwig Elionor de Schleswig-Holstein-Gottorp (1636-1715).
- Maria Eufròsia (1625-1687), casada amb Magnus Gabriel De la Gardie († 1686).
- Elionor Caterina (1626-1692), casada amb Frederic de Hessen Eschwege (1617-1655),
- Cristina (1628-1629).
- Adolf Joan (1629-1689).
- Joan Gustau (* 1630).